# Helle Jensen
Helle Jensen (23 de março de 1969) é uma ex-futebolista dinamarquesa que atuava como atacante.

## Carreira
Helle Jensen representou a Seleção Dinamarquesa de Futebol Feminino, nas Olimpíadas de 1996, ela marcou um gol no evento. 